# Chrysosoma nigrofasciatum
Chrysosoma nigrofasciatum är en tvåvingeart som först beskrevs av Macquart 1850.  Chrysosoma nigrofasciatum ingår i släktet Chrysosoma och familjen styltflugor. Inga underarter finns listade i Catalogue of Life.